# Holcopogon bubulcellus
Holcopogon bubulcellus — вид лускокрилих комах родини Autostichidae.

## Поширення
Вид поширений в Південній, Центральній та Східній Європі) (від Португалії до півдня Росії), в Марокко і Туреччині. Присутній у фауні України.

## Опис
Розмах крил 13-18 мм. Крила жовтувато сірі, вкриті темними лусочками.